# Maurice Delvart
Maurice Paul Léon Delvart (ur. 21 września 1899 w Bourecq, zm. 24 września 1986 w Paryżu) – francuski lekkoatleta (sprinter), medalista olimpijski z 1920.
Specjalizował się w biegu na 400 metrów. Na igrzyskach olimpijskich w 1920 w Antwerpii zdobył brązowy medal w sztafecie 4 × 400 metrów (biegła w składzie: Géo André, Gaston Féry, Delvart i André Devaux). Na tych samych igrzyskach startował również w biegu na 400 metrów, ale odpadł w eliminacjach.
Był wicemistrzem Francji w biegu na 400 metrów w latach 1919, 1920 i 1922 oraz brązowym medalistą na 400 metrów w 1921 i w biegu na 800 metrów w 1922 i 1923.